# Penaeus vannamei
La mazzancolla tropicale (Panaeus vannamei Boone, 1931), conosciuta anche con il nome di gambero dalle zampe bianche del Pacifico, è un crostaceo decapode appartenente alla famiglia Penaeidae. Si tratta di una specie importante per l'alimentazione umana e per il commercio ittico mondiale. È facilmente reperibile nella grande distribuzione con individui nella quasi totalità provenienti dall'acquacoltura. L'acquacoltura intensiva di questa specie ha condizionato in modo importante, a volte deleterio, l'economia e l'ecosistema delle coste.
Altre specie che portano lo stesso nome commerciale sono: Penaeus brevirostris e Penaeus schmitti.

## Descrizione
Le dimensioni dell'adulto raggiungono i 23 cm, con un carapace lungo fino a 9 cm. Il rostro è abbastanza lungo, con 7–10 denti sul lato dorsale e da 2-4 su quello ventrale.

## Distribuzione e habitat
L'areale di questa specie comprende le coste dell'oceano Pacifico orientale dallo stato messicano del Sonora  fino al Perù settentrionale.
Vive in acque le cui temperature non scendano sotto i 20 gradi. Gli adulti vivono nell'oceano fino a 72 metri di profondità mentre i giovani sono comuni negli estuari.

## Interesse commerciale
Questo specie è il gambero più allevato al mondo; il suo allevamento è una parte importante del PIL per molti paesi (Ecuador, Vietnam), specialmente nell'area tropicale dell'oceano Pacifico in Asia e in America centro meridionale (Perù, Messico, Ecuador, Honduras, Guatemala e Panama). Da questi paesi vengono esportati con o senza testa, spesso congelati, nei paesi occidentali (USA, Europa e Giappone).

### Allevamento
Penaeus vannamei viene allevato con diversi tipi di acquacoltura, in Vietnam ma anche nel sud-est asiatico.
La produzione mondiale di gamberi è passata dalle circa 900.000 tonnellate nel 1995 a quasi 3 milioni di tonnellate nel 2005; negli anni 1998 - 2008 la specie principalmente allevata è Penaeus vannamei che ha soppiantato Penaeus monodon grazie al prezzo più basso e al fatto di essere meno sensibile alle malattie.
Fra le malattie a cui può andare soggetto ci sono: EMS-(Early mortality syndrome) o sindrome da mortalità precoce, la sindrome di Taura e il virus della testa gialla 
Recentemente, il suo allevamento intensivo e semi-intensivo, si è diffuso in molti paesi tropicali come il Guatemala dove risulta essere la specie di gambero più allevata e dove l'acquacoltura è per l'88% rappresentata proprio dall'allevamento di gamberi.

### Pesca
La pesca si concentra nella parte costiera sull'oceano Pacifico dal Perù fino al Messico.